# モンデ・ニッシン
モンデ・ニッシン（英: Monde Nissin Corporation）はフィリピンの食品会社。フィリピンでの大手企業である。社名に「ニッシン」が含まれるが日清食品などの日本資本企業とは無関係。
「ラッキーミー」ブランドのメーカーとして知られ、フィリピンにおける袋麺のメーカーとしてはトップ企業である（2019年時点）。
2021年6月1日にフィリピン証券取引所に上場した。
2022年2月4日にはフィリピン総合指数の構成30銘柄に酒造最大手のエンペラドールと共に加えられることが発表され、同年2月14日から適用された。 